# El árbol de la vida (mural)
El árbol de la vida es un mural de Roberto Montenegro ubicado en el Templo y Colegio Máximo de San Pedro y San Pablo. Está realizado con la técnica de fresco y encáustica. Fue realizado en 1922.
Es la obra iniciadora de los grandes trabajos realizados por Roberto Montenegro. El mural fue realizado por encargo de los planes educativos que llevaría a cabo el maestro José Vasconcelos. Montenegro eligió como colaborador suyo al pintor Xavier Guerrero. La obra se encuentra en el ábside del ex templo de que fue el colegio Máximo de San Pedro y San Pablo, actualmente museo de las constituciones.
Vasconcelos confió a Montenegro la realización de dicho mural que tendría que ejecutar en un lapso de un mes por el cobro de 1,500 pesos

## Descripción iconográfica
El mural cuenta con una división horizontal, en la parte superior se puede observar a un frondoso y robusto árbol que es sostenido con un tronco de gran grosor, las ramas fuertes son cubiertas con abundantes hojas y flores, entre las hojas y ramas se pueden observar algunos animales como aves de diferentes especias y jaguares. Los elementos son de colores brillantes, el fondo es de color oro que provoca un efecto de vida.
Cercas a la copa del árbol y sobre el troco se encuentra un letrero que dice: "Acción supera al destino ¡vence!"
En la parte inferior del mural se encuentran varios personajes. En el centro un hombre vestido de negro con las manos atrás de su cuerpo, seis mujeres a cada uno de los lados con vestimentas un tanto grecorromanos, la posiciones de cada una de ellas es diversa.

## Título del mural
En el ámbito religioso, se le llama árbol de la vida aquella representación donde un árbol frondoso es cortado por la muerte, en la copa de árbol se representa la escena de un banquete en la que los comensales son los siete pecados capitales. Recargado sobre el tronco siempre está la persona que ha de morir. La escena religiosa invita al espectador a reflexionar sobre su vida de pecado y de gracia y lo pronta que esta la muerte a terminar con la vida a pesar de los frutos o las fuertes raíces que se tengan en tierra.
A la representación, obra de Montenegro, recibió por nombre "el árbol de la vida" y junto con ello otros títulos como "el árbol de la ciencia" y la "danza de las horas". Por su referencia a la representación de un nuevo renacer del arte y el México posrevolucionario

## Influencia del método de dibujo de Adolfo Best Maugard
Entre 1922 y 1923 se difundió por parte de la Secretaría de Educación Pública un método para la enseñanza del dibujo. Dicho método fue obra de Best Maugard quien tenía dos objetivos a lograr mediante su propuesta para la enseñanza de esta arte del dibujo.
Lo primero que se pretendía era formar en los alumnos un espíritu patriótico, en el que se reconociera y plasmara la belleza que se encuentra en nuestra nación. Lo segundo que se buscaba es de carácter educativo. La idea que movía dicho método giraba en torno a que, en México a semejanza de otros países de grandes manifestaciones artísticas como la india, china y Persia, México tenía las potencias para cimentar nuevas bases para una nueva orientación artística.

#### Método Best
El primer paso del método, es el de enseñar de la realización de diferentes grecas, ya que estas serán la base y la parte llamativa de la obra. Las grecas serán de diferentes tamaños y formas. Las cenefas serán un elemento que se tendrá que dominar. La personalidad de cada dibujante será la guía creativa para la creación de cada una de las grecas y líneas decorativas.
El segundo paso a seguir, es la realización de flores que serán producto de las grecas bien organizadas.
Después de haber dominado las grecas y las flores, se podrán realizar ramos, frutas, elementos decorativos y animales de colores festivos y que reflejaran una cultura.